# Jean Roret
Jean Roret né le 7 octobre 1925 à Paris, mort à Cannes le 9 août 2005, est un ingénieur français spécialisé dans l'édification de structures métalliques.

## Biographie
- 1945 : Il est diplômé ingénieur des Arts et Métiers. (Pa42)
- 1949 : Il entre comme ingénieur au bureau d'études de béton de la Société des Entreprises Métropolitaines et Coloniales (E.M.C.).
- 1950 : Il est nommé ingénieur aux Antilles où il le chef monteur de la structure métallique de la centrale thermique de Fort-de-France.
- 1955 : Il obtient son premier grand projet, le marché du Centre de recherche Thomson-Houston à Bagneux (92).
- 1959 : Son entreprise prend le nom de Compagnie Française d'Entreprises (C.F.E.) après fusion avec la société Moisant-Laurent-Savey. Il devient le directeur du département industriel de C.F.E. et commence à s'intéresser aux ponts avec le pont de Tancarville.
- 1960 : Il participe à la réalisation de l'aérogare d'Orly-Sud.
- 1960 : André Danjon, directeur de l'astronomie en France et Jean-François Denisse viennent trouver Jean Roret, alors directeur industriel de la C.F.E. pour discuter avec lui de la construction du radiotélescope décimétrique de Nançay.
- 1961 : Les essais de la première tranche du radiotélescope de Nançay montrent que son fonctionnement correspond aux contraintes du cahier des charges.
- 1962 - 1964 : Construction de la seconde tranche du radiotélescope décimétrique de Nançay. Il est inauguré en 1965 par le général de Gaulle, président de la République.
- 1963 : Réalisation de la Maison de la Radio.
- 1965 : Réalisation des structures métalliques de la tour Nobel de La Défense.
- 1966 : Après une nouvelle fusion, C.F.E. devient la Compagnie Française d'Entreprise Métallique (C.F.E.M.). La C.F.E.M. comprend quatre départements : CFEM Off shore, CFEM Industries, CFEM Entreprise et CFEM Façades. La société a été dans les années 1970 le premier constructeur métallique européen avec une production de 90 000 tonnes d'acier. En 1969, C.F.E.M. Offshore s'associe avec l’Union Industrielle et d’Entreprise et le Chantier de construction navale Dubigeon-Normandie pour la construction des plateformes pétrolières offshore sur le modèle de la première Pentagone 81 baptisée Neptune 7 pour la prospection du pétrole en mer du Nord[2].
- 1966 Ą: La C.F.E.M. est contactée par la Société de la Tour Eiffel qui demande de garantir la tenue structurelle de la tour pendant 50 ans.
- 1968 : Il devient directeur général adjoint de C.F.E.M..
- 1972 : Réalisation du viaduc de Martigues permettant à l'autoroute A55 de franchir le canal de Caronte.
- 1973 : Fin de la réalisation des structures métalliques de la tour Maine-Montparnasse qui est le plus grand immeuble de bureaux en Europe.
- 1974 : Fin de la réalisation du pont de l'Alma à Paris (1970-1974).
- 1975 : Il participe à l'étude et la réalisation de la partie centrale métallique haubanée du Pont de Saint-Nazaire-Saint-Brévin, longue de 720 m.
- 1980 : Il est atteint par la limite d'âge. Plutôt que d'être mis à la retraite, il choisit le licenciement économique pour pouvoir continuer à travailler en libéral.
- 1981 : Il est consultant et expert judiciaire près la Cour d'Appel de Versailles et la Chambre de Commerce Internationale.
- 1983 - 1986 : Président de la Société des ingénieurs Arts et Métiers.
- 1989 - 1992 : Président des Ingénieurs et Scientifiques de France. Il a fédéré dans le CNISF (Conseil national des Ingénieurs et Scientifiques de France) plusieurs milliers d'ingénieurs et scientifiques.
- 26 mai 2004 : Il est élu correspondant de l'Académie des Beaux-Arts, section architecture

## Quelques publications
- Jean Roret, Bâtiment du parc central à Orly, dans "Acier = Stahl = Steel", janvier 1956 v. 21 .
- Jean Roret, La colonne Elf-Océan et ses perspectives d'avenir, dans "Travaux", octobre 1969, n. 415 .
- Jean Roret, La construction métallique? ... Qualités du matériau et perfectionnement des techniques, des atouts incontestables pour dépasser la crise, dans "Travaux", septembre 1985, n. 602 .
- Jean Roret, La plate-forme articulée expérimentale Elf-Océan, dans "Acier = Stahl = Steel", mars 1972 v. 37 .
- Jean Roret, La tour Nobel et ses 32 niveaux, dans "Acier = Stahl = Steel", novembre 1966 v. 31 .
- Jean Roret, Un brillant avenir pour la construction métallique, dans "Travaux", juin 1995, n. 710 .
- Jean Roret, Le centre électronique Thomson-Houston à Bagneux (France), dans "Acier = Stahl = Steel", juin 1959 v. 24 .
- Jean Roret, L'or noir de la Caspienne, dans "Arts & Métiers Magazine", octobre 2001, n. 251 .
- Jean Roret, Pérennité des ouvrages métalliques, dans "Ouvrages d'art", août 1987, n. 2 .
- Jean Roret, Le radiotélescope de Nancy (France), dans "Acier = Stahl = Steel", novembre 1961 v. 26 .
- Jean Roret, Urbanisme vertical: les structures mixtes, dans "Travaux", février 1974, n. 467.
- Jean A. Roret, France : Steel structures; Tall buildings; Construction. High rise construction in France, state-of-art, dans Proceedings of the international conference on Planning and design of tall buildings, American Society of Civil Engineers, International Association for Bridge and Structural Engineering, Lehigh University, Bethlehem, Pennsylvania, August 21-26, 1972
- Jean Roret, Réalisations de plates-formes de forage en mer trois exemples de construction : type auto-élévatrice neptune-gasgone type semi-submersible penta 81 type articulée elf-océan, p. 241-254dans La houille blanche, avril 1970, no 3
- Sous la présidence de Jean Roret, rapporteur général, Thème II. Constructions offshore, dans Journées de l'A.F.P.C. 6-7 juin 1978, Association Française des Ponts et Charpentes, Bagneux, 1978